# 絵空ハル
絵空 ハル（えそら ハル）は、日本の小説家。東北大学大学院農学研究科修士課程修了。ファンタジーやライトミステリを得意とする新人作家である。
小説投稿サイト「エブリスタ」で活動する。出身は埼玉県。
2019年には『神楽坂愛里の実験ノート』シリーズが光文社キャラクター文庫より2ヶ月連続刊行で出版された。

## 書籍
- 『神楽坂愛里の実験ノート』（光文社キャラクター文庫）- 2019年1月11日[3]
- 『神楽坂愛里の実験ノート2 〜リケジョの帰郷と七不思議〜』（光文社キャラクター文庫）- 2019年2月8日[4]
- 『神楽坂愛里の実験ノート3 〜リケジョと夢への方程式〜』（光文社キャラクター文庫）- 2019年12月10日[5]
- 『神楽坂愛里の実験ノート4 〜リケジョの出会いと破滅の芽〜』（光文社キャラクター文庫）- 2020年11月10日[6]

小説投稿サイト「エブリスタ」にて2015年から投稿していた『神楽坂愛里の実験ノート（旧題：神楽坂愛里の推理ノート）』を書籍化。表紙絵は作者が書籍化の前からファンだったイラストレーターのフカヒレが手がけており、絵師選定の際に作者から依頼をしたとのこと（著者Twitterより）。フカヒレも『神楽坂愛里の実験ノート』の2巻発売前日に本作ヒロインの神楽坂愛里の書き下ろしイラストをTwitter上で公開している。
- 『フォールディング・ラブ　折りたたみ式の恋』（光文社文庫）- 2024年3月13日[9]

## WEB作品
小説投稿サイト「エブリスタ」を中心に長編・短編を問わず作品を投稿している。
- 『隣人アレルギー』（エブリスタ投稿作品　三行から参加できる 超・妄想コンテスト大賞受賞）- 2015年10月7日[10]
- 『ナイフ』（エブリスタ投稿作品　長妄想コンテスト入賞） -2018年8月21日[11]